# Grote sluiptimalia
De grote sluiptimalia (Turdinus macrodactylus synoniem: Napothera macrodactyla) is een zangvogel uit de familie Pellorneidae.

## Verspreiding en leefgebied
Deze soort telt 3 ondersoorten:
- T. m. macrodactyla: Maleisië.
- T. m. beauforti: Sumatra.
- T. m. lepidopleura: Java.